# 까치산로
까치산로(Kkachisan-ro)는 서울특별시 강서구 화곡동에 놓인 서울특별시도로 총 연장은 2.047km이다. 이름이 유래된 것은 화곡1동과 2동에 걸쳐 있는 까치산에서 연유하게 되었다.

## 역사
- 2010년 6월 30일 : 도로명으로 까치산로를 고시

## 주요 경유지
- 강서구
  - 화곡본동 - 화곡6동

## 접촉하는 도로
- 공항대로 (국도 제6호선, 국도 제48호선, 국도 제77호선, 서울특별시도 제45호선)
- 강서로

## 철도 연계역
- ● 수도권 전철 5호선 : 화곡역

## 주요 건물 및 시설
- 더와이즈황병원 (까치산로 23/화곡동 105-68)
- 화곡우체국 (까치산로 55/화곡동 24-254)
- M노블레스 (까치산로 86/화곡동 29-57)
- 티브로드 강서방송 (까치산로 112/화곡동 969-7)
- 강남교회 (까치산로 144/화곡동 957-10)
- 근상프리즘 (까치산로 152/화곡동 957-1)
- 광산아파트 (까치산로 157/화곡동 1122-4)